# 厄爾布魯士山國家公園
43°21′11″N 42°33′39″E / 43.35306°N 42.56083°E

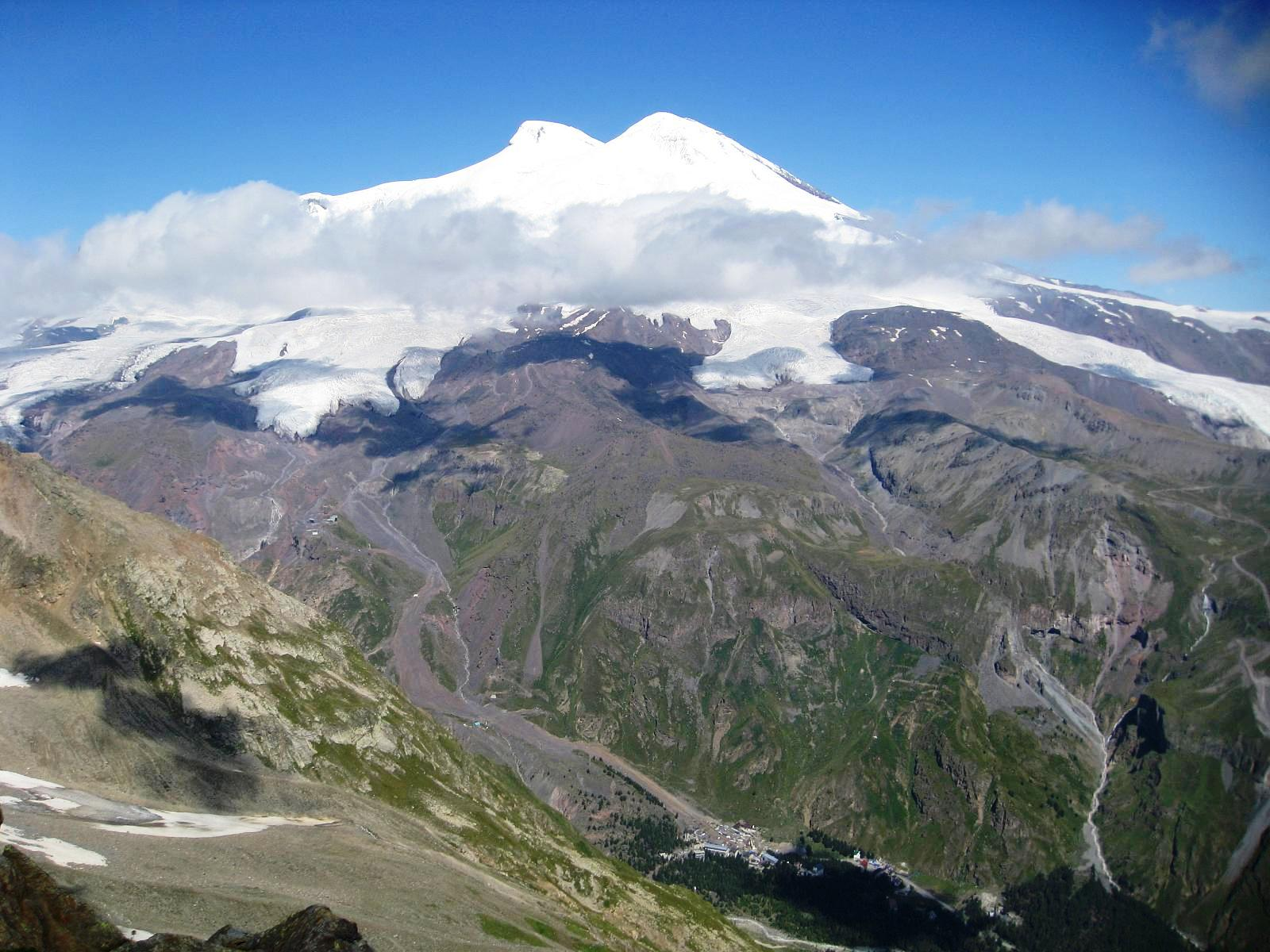

厄爾布魯士山國家公園是俄羅斯的國家公園，位於該國西南部卡巴爾達-巴爾卡爾共和國，成立於1986年，面積10,102平方公里，有西伯利亞平原狼、赤狐、野豬等野生動物棲息。